# Andra slaget vid Helgolandsbukten
Andra slaget vid Helgolandsbukten var ett sjöslag mellan tyska och brittiska sjöstyrkor den 17 november 1917, under första världskriget.